# Amajari
Amajari är en kommun i Brasilien.   Den ligger i delstaten Roraima, i den nordvästra delen av landet, 2 700 km nordväst om huvudstaden Brasília. Antalet invånare är 9 330.
I omgivningarna runt Amajari växer i huvudsak städsegrön lövskog. Trakten runt Amajari är nära nog obefolkad, med mindre än två invånare per kvadratkilometer.